# کرمیه‌رژیژ ۳۱۲۳۸
سیارک ۳۱۲۳۸ (به انگلیسی: 31238 Kromeriz، نامگذاری:1998DT1) سی و یک هزار و دویست و سی و هشتمین سیارک کشف شده‌است که در ۲۱ فوریه ۱۹۹۸ کشف شد.